# Таиланд на зимних Олимпийских играх 2006
Таиланд принимал участие в Зимних Олимпийских играх 2006 года в Турине (Италия) во второй раз за свою историю, но не завоевал ни одной медали. Второй раз подряд сборная была представлена единственным лыжником — Праватом Нагваярой, который выступил в пятнадцатикилометровой гонке с раздельным стартом, где занял последнее место.

## Результаты

### Лыжные гонки
Спортсменов — 1
| Спортсмен       | Дисциплина      | Время     | Отставание | Место |
| --------------- | --------------- | --------- | ---------- | ----- |
| Прават Нагваяра | 15 км, классика | 1:07:15.9 | +29:14.6   | 96    |